# Pau Boix i Rull
Pau Boix i Rull (Torrefarrera, Segrià, 1847 - Almacelles, Segrià, 1907) va ésser un petit propietari que ocupà la secretaria del jutjat de pau d'Almacelles entre els anys 1873 i 1875 que corresponen, en línies generals, al període anomenat Sexenni Revolucionari.
Durant els anys 1906 i 1907 fou batlle del municipi d'Almacelles. De la seua estada en el càrrec es conserva correspondència referent a la construcció del Canal d'Aragó i Catalunya amb qui seria el president de la Generalitat de Catalunya, Francesc Macià.
Sobre les seues activitats relacionades amb el catalanisme polític, se sap que fou nomenat delegat de la Unió Catalanista a les Assemblees de Manresa (1892), Reus (1893), Balaguer (1894), Olot (1895) i Terrassa (1901).